# تپه سبزه چغا الهیه
تپه سبزه چغا الهیه مربوط به دوران پیش از تاریخ ایران باستان است و در ضلع شمالی جاده کمربندی صحنه به کرمانشاه واقع شده و این اثر در تاریخ ۱۸ خرداد ۱۳۸۴ با شمارهٔ ثبت ۱۱۸۴۰ به‌عنوان یکی از آثار ملی ایران به ثبت رسیده است.